# Hardin (Missouri)
Hardin è un comune degli Stati Uniti d'America, situato nello Stato del Missouri, nella contea di Ray.

## Storia
Hardin è stato presentato nel 1868. La comunità fu chiamata per Charles Henry Hardin, 22nd governatore del Missouri. Un ufficio postale chiamato Hardin è attivo dal 1858.